# Kanton Montigny-le-Bretonneux
Kanton Montigny-le-Bretonneux is een kanton van het Franse departement Yvelines. Het kanton maakt deel uit van het arrondissement Versailles. Het heeft een oppervlakte van 24,65 km² en telt 61.907 inwoners in 2018, dat is een dichtheid van 2511 inwoners/km². 

## Gemeenten
Het kanton Montigny-le-Bretonneux omvat de volgende gemeenten:
- Guyancourt
- Montigny-le-Bretonneux (hoofdplaats)